# 13 de septiembre
El 13 de septiembre es el 256.º (ducentésimo quincuagésimo sexto) día del año —el 257.º (ducentésimo quincuagésimo séptimo) en los años bisiestos— en el calendario gregoriano. Quedan 109 días para finalizar el año.

## Acontecimientos
- 490 a. C.: a 40 km de Atenas (Grecia), Milcíades tiene a sus tropas frente a las del persa Datis como preparación para la batalla de Maratón.
- 122: en el norte de Inglaterra, los romanos comienzan la construcción del Muro de Adriano (hasta el año 132).
- 533: cerca de Cartago (África del Norte), Belisario, general del Imperio bizantino, derrota al rey vándalo Gelimer en la batalla de Ad Decimum.
- 1213: en Muret (unos 12 km al sur de Toulouse) durante la cruzada contra los cátaros se libra la batalla de Muret.
- 1501: en la República de Florencia, Miguel Ángel comienza su trabajo en la estatua de David.
- 1504: en España los Reyes Católicos publican una Real Cédula disponiendo la erección de la Real Capilla de Granada.
- 1692: en la provincia de Salta (Argentina), un terremoto de 7,0 grados en la escala de Richter hace desaparecer la ciudad de Nuestra Señora de Talavera de Esteco. Mueren miles de personas.
- 1759: en el contexto de la guerra de los Siete Años, el Canadá francés cae ante los británicos (batalla de las Llanuras de Abraham).
- 1789: Nueva York se convierte en la capital de los Estados Unidos.
- 1810: en Buenos Aires (Argentina), la Primera Junta de Gobierno independiente crea la Biblioteca Pública, que con el tiempo se convertirá en la Biblioteca Nacional.
- 1813: en Chilpancingo Guerrero en México, se celebra el Primer Congreso de Anáhuac, que es el Primer Congreso Constituyente de la América Septentrional.
- 1833: en la ciudad de Moquegua (Perú) se registra un terremoto.
- 1847: la Ciudad de México es invadida por tropas estadounidenses (batalla de Chapultepec). Se destaca la actuación de los Niños Héroes.
- 1848: en el estado de Vermont (Estados Unidos), el obrero de ferrocarriles Phineas Gage (25) sufre una explosión, y una barra de 1 metro y 3 cm de diámetro se clava en su cráneo. Se salva, pero su personalidad se arruinó por completo.
- 1856: en Tipitapa (Nicaragua), entran los 300 efectivos de las tropas del filibustero estadounidense William Walker, dirigidas por su amigo Byron Cole, que al día siguiente atacarán la hacienda San Jacinto en la batalla homónima, siendo derrotados por las tropas del coronel José Dolores Estrada Vado.
- 1868: en Ann Arbor (Estados Unidos), el astrónomo canadiense James Craig Watson (1838-1880) descubre el asteroide Climena.
- 1907: en Filipinas ―en el marco de la Guerra de independencia contra Estados Unidos―, el ejército invasor asesina por ahorcamiento al presidente democrático Macario Sakay y León (36).
- 1922: a 55 km de Trípoli (capital de Libia), en la localidad de Al Aziziyah (de unos 100 000 habitantes), la temperatura alcanza 57,7 °C (135,9 °F) a la sombra; es el récord mundial desde que se registran temperaturas hasta la actualidad.
- 1923: en España, el general Primo de Rivera, suspende la Constitución de 1876, disuelve el Parlamento e instaura una dictadura.
- 1928: en Alcoy se funda el Club Deportivo Alcoyano.
- 1941: en Venezuela se funda el partido político Acción Democrática
- 1944: en el marco de la Segunda Guerra Mundial, unidades militares soviéticas llegan a la frontera de Checoslovaquia.
- 1947: se cumple el primer centenario de los Niños Héroes.
- 1949: la ONU acuerda poner bajo su control a Jerusalén.
- 1955: el canciller de la RFA acuerda con los soviéticos el establecimiento de relaciones diplomáticas y la repatriación de prisioneros de guerra.
- 1959: el cohete soviético que lleva a la sonda Luna 2 alcanza la superficie de la Luna.
- 1961: se anuncia el compromiso oficial de casamiento de Juan Carlos de Borbón y Sofía de Grecia, reyes de España entre 1975 y 2014.
- 1963: a 226 m bajo tierra, en el Área U2L del Sitio de pruebas atómicas de Nevada (a unos 100 km al noroeste de la ciudad de Las Vegas), a las 5:53 (hora local), Estados Unidos detona su bomba atómica Ahtanum, de 1 kilotones. A las 9:00, en el Área U3on, detona a 714 m de profundidad la bomba Bilby, 249 kilotones. Son las bombas n.º 337 y 338 de las 1132 que Estados Unidos detonó entre 1945 y 1992.
- 1966: en Sudáfrica, el segregacionista Johannes B. Vorster asume como primer ministro.
- 1969: Sale al aire el primer episodio de la famosa serie Scooby Doo
- 1973 se Disuelve el Frente Nacionalista Patria y Libertad
- 1974: en España, la organización terrorista Euskadi Ta Askatasuna (ETA) realiza un atentado en la calle del Correo de Madrid, matando a 13 personas.
- 1974: en La Haya (Países Bajos), la embajada francesa es tomada como rehén por miembros del Ejército Rojo Japonés.
- 1975: en el Rijksmuseum (de Ámsterdam), el famoso cuadro de Rembrandt La ronda de noche es acuchillado.
- 1976: en Tlalpan, en el sur de la Ciudad de México, se inauguran las instalaciones del Heroico Colegio Militar, obra arquitectónica a cargo de Agustín Hernández Navarro y Manuel González Rul.
- 1978: a 388 m bajo tierra, en el Área U12n del Sitio de pruebas atómicas de Nevada (a unos 100 km al noroeste de la ciudad de Las Vegas), a las 7:15 (hora local), Estados Unidos detona su bomba atómica n.º 914, Diablo Hawk, de 8 kilotones.
- 1984: a 483 m bajo tierra, en el Área U4ar del Sitio de pruebas atómicas de Nevada, a las 6:00 (hora local), Estados Unidos detona su bomba atómica n.º 1018, Bretón, de 33 kilotones.
- 1985: desde un avión estadounidense F-15 se prueba el primer misil antisatélite ASM-135 ASAT, que derriba el satélite estadounidense Solwind (en actividad desde 1979). Este acto irrita a algunos científicos, ya que el Solwind era considerado una pieza clave en la investigación de la corona solar.
- 1985: en Japón se lanza el Super Mario Bros.
- 1987: en Oriente Medio, la milicia chií Amal y los guerrilleros palestinos acuerdan poner fin a la guerra de los campos libaneses.
- 1989: en El Salvador comienzan reuniones entre representantes del gobierno salvadoreño y la guerrilla del FMLN.
- 1993: en Washington D. C. (Estados Unidos) se firma la Declaración de Principios para la autonomía de Gaza y Jericó; los líderes Isaac Rabin y Yasir Arafat se dan la mano.
- 1993: se emite el primer capítulo de la serie animada Animaniacs, a través del canal Fox Kids.
- 1994: en El Cairo (Egipto) la Conferencia sobre Población aprueba el programa demográfico de la ONU para 20 años.
- 2001: comienza la serie más longeva de TVE: Cuéntame cómo pasó.
- 2007: en Nueva York (Estados Unidos) la ONU adopta la Declaración de las Naciones Unidas sobre los derechos de los pueblos indígenas.
- 2007: la FIA sanciona a la escudería Vodafone McLaren Mercedes con la pérdida de puntos del campeonato de constructores y una multa de 100 millones de dólares, por realizar actos de espionaje contra Ferrari. Tanto Fernando Alonso como Lewis Hamilton, los pilotos oficiales, quedan indemnes.
- 2019: como consecuencia de lluvias torrenciales que superaron los 500 mm el río Segura comenzó a desbordarse en Orihuela y el resto de la Vega Baja, (Alicante), causando la inundación más importante del último siglo.
- 2021: en Estados Unidos inicia las transmisiones el bloque de programación Cartoonito.

## Nacimientos
- 64: Julia Flavia, aristócrata romana (f. 91).
- 678: K'inich Ahkal Mo' Naab III, ahau de Palenque (f. 740).
- 786: Mamun, califa abbasí (f. 833).
- 1087: Juan II Comneno, emperador bizantino (f. 1143).
- 1460: Bartolomé Colón, navegante y cartógrafo genovés, hermano de Cristóbal y Diego Colón (f. 1514).
- 1475: César Borgia, capitán general y cardenal italiano (f. 1507).
- 1501: Caterina Cybo, noble italiana (f. 1557).
- 1515: Niccolò Franco, escritor italiano (f. 1570).
- 1521: William Cecil, político británico (f. 1598).
- 1583: Girolamo Frescobaldi, músico italiano (f. 1643).
- 1596: James Shirley, dramaturgo británico (f. 1666).
- 1601: Jan Brueghel el Joven, pintor flamenco (f. 1678).
- 1617: Luisa Carlota de Brandeburgo, noble alemana (f. 1676).
- 1629: Lorenzo Pasinelli, pintor italiano (f. 1700).
- 1630: Olaus Rudbeck, científico, naturalista y escritor sueco (f. 1702).
- 1673: Franz Retz, jesuita checo (f. 1750).
- 1688: María Luisa Gabriela de Saboya, reina española (f. 1714).
- 1722: François Joseph Paul de Grasse, almirante francés (f. 1788).
- 1750: Giuseppe Albani, sacerdote católico italiano (f. 1834).
- 1750: Friedrich Ludwig von Sckell, paisajista alemán (f. 1823).
- 1766: Samuel Wilson (Tío Sam), empresario estadounidense (f. 1854).
- 1802: Arnold Ruge, filósofo y escritor alemán (f. 1880).
- 1803: J. J. Grandville, caricaturista francés (f. 1847).
- 1811: Emmanuel Félix de Wimpffen, general francés (f. 1884).
- 1813: John Sedgwick, militar estadounidense (f. 1864).
- 1813: József Eötvös, escritor y político húngaro (f. 1871).
- 1813: Auguste Maquet, escritor francés (f. 1888).
- 1814: Nicolaas Beets, teólogo y escritor neerlandés (f. 1903).
- 1818: Gustave Aimard, novelista francés (f. 1883).
- 1819: Clara Wieck Schumann, compositora y pianista alemana (f. 1896).
- 1825: Francisco Lameyer y Berenguer, pintor español (f. 1877).
- 1826: Anthony J. Drexel, banquero estadounidense (f. 1893).
- 1829: Alexis de Hesse-Philippsthal-Barchfeld, noble alemán (f. 1905).
- 1830: Marie von Ebner-Eschenbach, escritora austriaca (f. 1916).
- 1842: Odón Mijálovich, compositor y educador musical húngaro (f. 1929).
- 1842: Jan Puzyna de Kosielsko, cardenal católico polaco (f. 1911).
- 1843: Louis Duchesne, sacerdote francés (f. 1922).
- 1844: Anna Lea Merritt, pintora estadounidense (f. 1930).
- 1851: Walter Reed, cirujano y bacteriólogo estadounidense (f. 1902).
- 1853: Hans Christian Gram, bacteriólogo danés (f. 1938).
- 1856: Ramón Lista, explorador y genocida argentino (f. 1897).
- 1857: Milton Snavely Hershey, empresario estadounidense (f. 1945).
- 1860: John J. Pershing, militar estadounidense (f. 1948).
- 1863: Arthur Henderson, político y sindicalista británico, premio Nobel de la Paz en 1934 (f. 1935).
- 1863: Cesare de Lollis, hispanista italiano (f. 1928).
- 1863: Franz von Hipper, almirante alemán (f. 1932).
- 1866: Adolf Meyer, psiquiatra suizo (f. 1950).
- 1866: Ole Østmo, tirador noruego (f. 1923).
- 1868: Otokar Březina, poeta y ensayista checo (f. 1929).
- 1869: Aleksandr Potrésov, revolucionario ruso (f. 1934).
- 1872: Constantin Carathéodory, matemático alemán (f. 1950).
- 1874: Arnold Schönberg, compositor dodecafónico austriaco (f. 1951).
- 1876: Sherwood Anderson, escritor estadounidense (f. 1941).
- 1877: Wilhelm Filchner, explorador alemán (f. 1957).
- 1879: Annie Kenney, sufragista británica (f. 1953).
- 1880: Jesse L. Lasky, productor de cine estadounidense (f. 1958).
- 1881: Matila Ghyka, diplomático, matemático, historiador, escritor y aristócrata rumano (f. 1965).
- 1881: Ramón Grau San Martín, médico y fisiólogo cubano, presidente de 1933 a 1934 y de 1944 a 1948 (f. 1969).
- 1882: Carl Jensen, luchador danés (f. 1942).
- 1883: Giovanni Pastrone, cineasta italiano (f. 1959).
- 1883: LeRoy Samse, atleta estadounidense (f. 1956).
- 1883: Sergei Tschachotin, microbiólogo y sociólogo ruso (f. 1973).
- 1883: August Zaleski, político y diplomático polaco (f. 1972).
- 1884: Petros Vulgaris, político griego (f. 1957).
- 1885: John Beazley, profesor universitario inglés (f. 1970).
- 1885: Alain LeRoy Locke, escritor y filósofo estadounidense (f. 1954).
- 1886: Robert Robinson, químico británico, premio Nobel de Química en 1947 (f. 1975).
- 1887: Lancelot Ernest Holland, marino británico (f. 1941).
- 1887: Hipólito Lázaro, tenor estadounidense (f. 1974).
- 1887: Leopold Ruzicka, químico suizo, premio Nobel de Química en 1939 (f. 1976).
- 1889: Scott Pembroke, director, actor y guionista cinematográfico estadounidense (f. 1951).
- 1889: Paola Pezzaglia, actriz teatral y cinematográfica italiana (f. 1925).
- 1889: Pierre Reverdy, escritor francés (f. 1960).
- 1892: Victoria Luisa de Prusia, aristócrata alemana (f. 1980).
- 1893: Larry Shields, músico estadounidense (f. 1953).
- 1894: Thor Henning, nadador sueco (f. 1964).
- 1894: J. B. Priestley, escritor, dramaturgo y locutor británico (f. 1984).
- 1894: Julian Tuwim, poeta polaco (f. 1953).
- 1895: Morris Kirksey, atleta estadounidense (f. 1981).
- 1895: Ruth McDevitt, actriz estadounidense (f. 1976).
- 1896: Tito Lusiardo, actor argentino de origen español (f. 1982).
- 1897: Erich Schmidt, arqueólogo alemán (f. 1964).
- 1898: Roger Désormière, director de orquesta y compositor francés (f. 1963).
- 1899: Corneliu Zelea Codreanu, político rumano (f. 1938).
- 1901: Mario Gruppioni, deportista italiano especialista en lucha grecorromana (f. 1939).
- 1903: Claudette Colbert, actriz francoestadounidense (f. 1996).
- 1904: Gladys George, actriz estadounidense (f. 1954).
- 1905: Hans Jakob Polotsky, orientalista, lingüista y egiptólogo israelí de origen suizo (f. 1991).
- 1908: Mae Questel, actriz estadounidense (f. 1998).
- 1908: Carlos Peucelle, futbolista argentino (f. 1990).
- 1913: Carmen Herrero Ayllón, química, investigadora y deportista española (f. 1997).
- 1916: Roald Dahl, escritor británico (f. 1990).
- 1922: Yma Súmac, cantante nacida peruana (f. 2008).
- 1923: Zoya Kosmodemiánskaya, partisana soviética (f. 1941).
- 1924: Maurice Jarre, compositor de cine estadounidense de origen francés (f. 2009).
- 1925: Mel Tormé, cantante estadounidense de jazz (f. 1999).
- 1926: Emile Francis, jugador de hockey sobre hielo canadiense (f. 2022).
- 1927: Tzannis Tzannetakis, político y primer ministro griego en 1989 (f. 2010).
- 1928: Robert Indiana, artista estadounidense (f. 2018).
- 1929: Nikolái Giaúrov, cantante bajo-barítono búlgaro (f. 2004).
- 1931: Lauretta Ngcobo, escritora sudafricana (f. 2015).
- 1932: Delio Amado León, narrador deportivo venezolano (f. 1996).
- 1932: Fernando González Pacheco, presentador colombiano de origen español (f. 2014).
- 1932: Pilar Rioja, bailarina mexicana.
- 1934: Bill Woolsey, nadador estadounidense (f. 2022).
- 1936: Werner Hollweg, tenor alemán (f. 2007).
- 1936: Jorge Martínez Busch, almirante chileno (f. 2011).
- 1936: Marifé de Triana, cantante española de coplas (f. 2013).
- 1937: Don Bluth, animador estadounidense.
- 1939: Arleen Augér, soprano estadounidense (f. 1993).
- 1939: Richard Kiel, actor estadounidense (f. 2014).
- 1939: Elizabeth Killian, actriz argentina.
- 1939: Guntis Ulmanis, político y presidente letón.
- 1940: Óscar Arias Sánchez, presidente costarricense, premio Nobel de la Paz en 1987.
- 1941: Ahmet Necdet Sezer, presidente turco.
- 1941: Cristina Pacheco, periodista, escritora y presentadora de televisión mexicana (f. 2023).
- 1941: David Clayton-Thomas, cantante canadiense, de la banda Blood, Sweat & Tears.
- 1941: Tadao Ando, arquitecto japonés.
- 1943: Luis Eduardo Aute, cantautor hispano-filipino (f. 2020).
- 1943: Adolfo Zaldívar, político chileno (f. 2013).
- 1943: Julio del Mar, actor colombiano (f. 2019).
- 1944: Jacqueline Bisset, actriz británica.
- 1944: Peter Cetera, cantante estadounidense.
- 1944: Juan Manuel Gozalo, periodista deportivo español (f. 2010).
- 1944: Juan García Ábrego, narcotraficante mexicano.
- 1945: Gertrude Mongella, docente, política y diplomática tanzana.
- 1946: Silvia Mariscal, actriz mexicana.
- 1947: Juan Cruz Sol, futbolista español (f. 2020).
- 1948: Sitiveni Rabuka, político fiyiano. Primer ministro de Fiyi entre 1992-1999 y desde 2022.
- 1949: Jim Cleamons, baloncestista estadounidense.

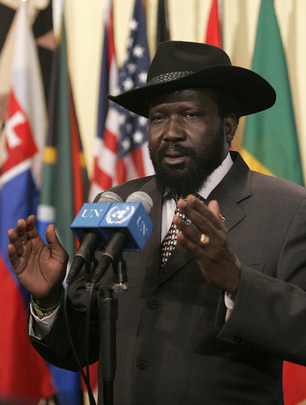
Salva Kiir Mayardit

- 1951: Jorge Maestro, guionista argentino.
- 1951: Sven-Åke Nilsson, ciclista sueco.
- 1951: Jean Smart, actriz estadounidense.
- 1951: Salva Kiir Mayardit, político sursudanés, Presidente de Sudán del Sur desde 2011.
- 1952: Christine Estabrook, actriz estadounidense.
- 1952: Randy Jones, músico estadounidense, de la banda Village People.
- 1954: Shigeharu Ueki, futbolista japonés.
- 1955: Aroldo Betancourt, actor venezolano.
- 1955: Miguel Lifschitz, ingeniero civil y político argentino (f. 2021).
- 1956: Alain Ducasse, chef francés.
- 1956: Moraíto Chico, guitarrista flamenco español (f. 2011).
- 1957: Mosquito Mosquera, actor de teatro ecuatoriano.

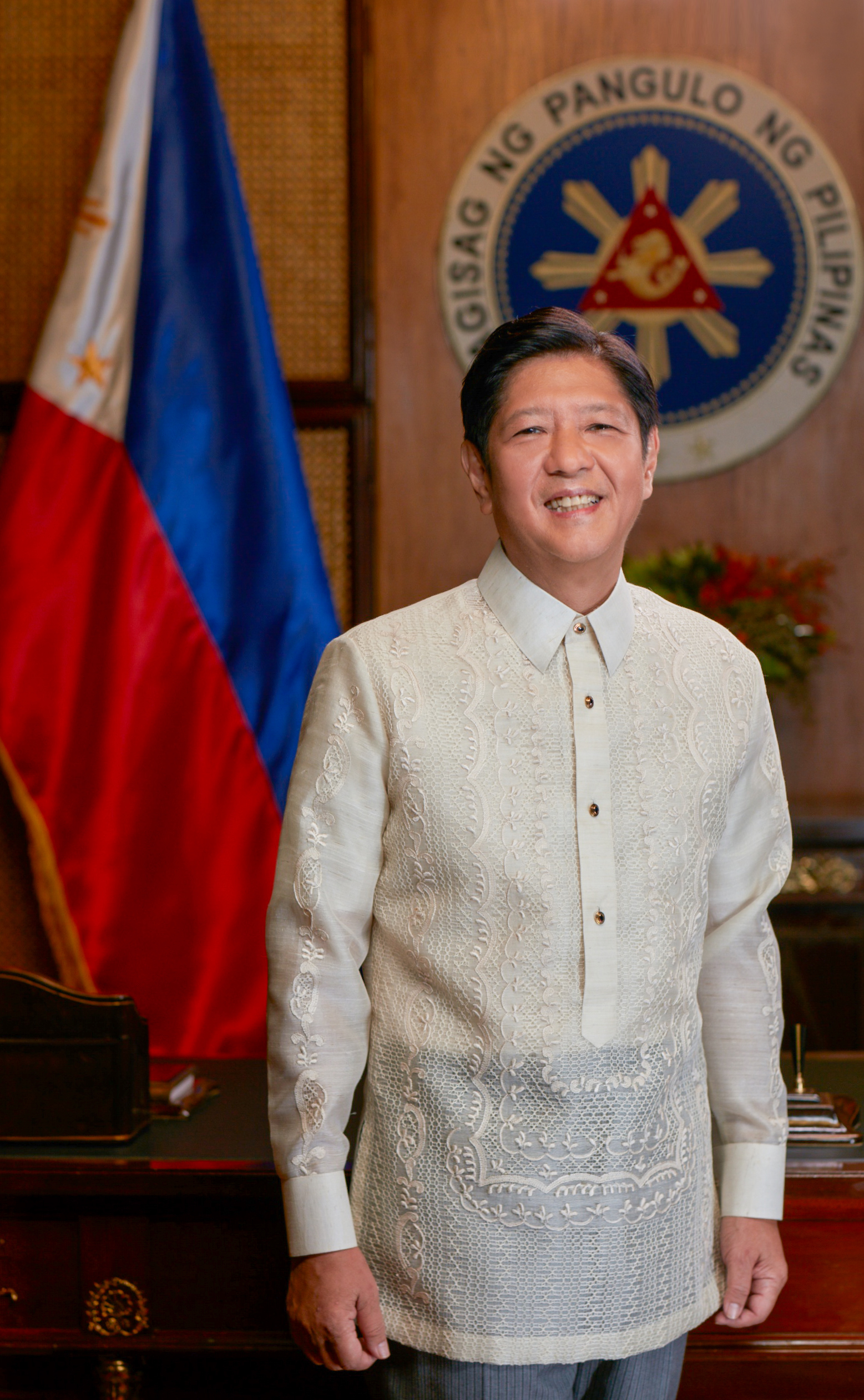
Ferdinand Marcos y Romuáldez

- 1957: Vinny Appice, músico estadounidense, de las bandas Dio y Black Sabbath.
- 1957: Ferdinand Marcos y Romuáldez, político y empresario filipino. Presidente de Filipinas desde 2022.
- 1958: Robert Millar, ciclista escocés.
- 1958: Miguel Ángel Casanova Velasco, futbolista mexicano.
- 1959: Jeannette Lehr, actriz venezolana-estadounidense, de teatro y televisión.
- 1959: Ralph Northam, militar, médico y político estadounidense.
- 1959: Marino Magrin, futbolista y entrenador italiano.
- 1960: Kevin Carter, fotógrafo sudafricano (f. 1994).
- 1961: Fiona, cantante de rock estadounidense de origen irlandés.
- 1961: Dave Mustaine, guitarrista y cantante estadounidense, de la banda Megadeth.
- 1961: Lucy O'Brien, periodista y escritora británica cuyo trabajo se centra en las mujeres dentro de la industria musical.
- 1962: Anthony Jones, baloncestista estadounidense.
- 1963: Isidro Ortiz, director y realizador español.
- 1964: Jorge Gimeno, poeta español.
- 1965: Andrea Echeverri, cantautora colombiana, de la banda Aterciopelados.
- 1965: Zak Starkey, músico británico, de la banda Oasis.
- 1966: La Barby (Leonardo Veterale), drag queen, humorista, presentador de televisión y cantante argentino.
- 1966: María Alejandra Díaz, abogada venezolana.
- 1966: Francine Gálvez, periodista y presentadora española.
- 1967: Herbin Hoyos, periodista y activista colombiano (f. 2021).
- 1967: Michael Johnson, atleta estadounidense.
- 1967: Tim Owens, cantante estadounidense, de la banda Judas Priest.
- 1968: Zsolt Limperger, futbolista húngaro.
- 1968: Santi Millán, actor español.
- 1969: Daniel Fonseca, futbolista uruguayo.
- 1970: Martín Herrera, futbolista argentino.
- 1971: Goran Ivanišević, tenista croata.
- 1971: Stella McCartney, diseñadora de modas británica, hija del beatle Paul McCartney.
- 1972: Sulaiman Al-Mazroui, futbolista omaní.
- 1972: Jaime Anglada, cantautor español.
- 1972: Ángel Cuéllar, futbolista y entrenador español.
- 1973: Christine Arron, atleta francesa.
- 1973: Fabio Cannavaro, futbolista italiano.
- 1973: Harald Cerny, futbolista austriaco.
- 1973: Mahima Chaudhry, actriz y modelo india.
- 1973: Brian Evans, baloncestista estadounidense.
- 1973: Carlo Nash, futbolista y entrenador británico-inglés.
- 1973: René Weiler, futbolista suizo.
- 1974: Baýramnyýaz Berdiýew, futbolista turcomano.
- 1974: Lil' ½ Dead, rapero estadounidense.
- 1974: Edi Carlo Dias Marçal, futbolista brasileño.
- 1974: Travis Knight, baloncestista estadounidense.
- 1974: Jonny Walker, futbolista estadounidense.
- 1975: Abdelnacer Ouadah, futbolista argelino.
- 1975: Idan Tal, futbolista israelí.
- 1976: Miriam Andrés Prieto, política española.
- 1976: Nicolas Huguet, regatista francés.
- 1976: Tami Kiuru, saltador de esquí finlandés.
- 1976: Miho Takeda, nadadora japonesa.
- 1976: Simón Orfila, bajo-barítono español.
- 1976: Linda Sokhulu, actriz sudafricana.
- 1976: Puma Swede, actriz pornográfica y modelo erótica sueca.
- 1976: Alejandro Tous, actor español.
- 1976: Colin Trevorrow, director y guionista estadounidense de cine.
- 1976: Nicky Little, rugbista fiyiano-neozelandés.
- 1977: Fiona Apple, cantautora estadounidense.
- 1977: Eirik Bakke, futbolista y entrenador noruego.
- 1977: José Amado García, atleta guatemalteco.
- 1977: Vitorino Hilton, futbolista brasileño.
- 1977: Edu Roldán, futbolista español.
- 1977: Javier Viveros, escritor paraguayo.
- 1978: Iván Candela, futbolista español.
- 1978: Fausto González, futbolista costarricense.
- 1978: Frédéric Krantz, atleta francés.
- 1978: Takuya Suzumura, futbolista japonés.
- 1978: Darren Ward, futbolista británico-inglés.
- 1979: Lidia Ávila, actriz y cantante mexicana.
- 1979: Julio César de León, futbolista hondureño.
- 1979: Manuel Friedrich, futbolista alemán.
- 1979: Lina van de Mars, presentadora y artista musical alemana.
- 1979: Demián Rugna, cineasta argentino.
- 1979: Ben Savage, actor estadounidense.
- 1979: Jesús Collado Alarcón, nadador español.
- 1979: Sonja Lehmann, jugadora de hockey sobre césped alemana.
- 1980: Daisuke Matsuzaka, beisbolista japonés.
- 1980: Evangelos Nastos, futbolista griego.
- 1980: Keith Andrews, futbolista irlandés.
- 1980: Andreas Biermann, futbolista alemán (f. 2014).
- 1980: Curtis Borchardt, baloncestista estadounidense.
- 1980: Masaki Fukai, futbolista japonés.
- 1980: Gilberto Ribeiro Gonçalves, futbolista brasileño.
- 1980: Tomohide Nakazawa, futbolista japonés.
- 1980: Oleksandr Sheydyk, ciclista ucraniano.
- 1980: Tomáš Zápotočný, futbolista checo.
- 1981: Koldo Fernández de Larrea, ciclista español.
- 1981: Antonio López Guerrero, futbolista español.
- 1981: Carlos Ceballos, futbolista colombiano.
- 1982: Soraya Arnelas, cantante española.
- 1982: Nenê, baloncestista brasileño.
- 1982: Clara Serra, política feminista española.
- 1982: Václav Vraný, balonmanista checo.
- 1983: James Bourne, guitarrista y cantante británico, de las bandas Busted y Son Of Dork.
- 1983: François Zoko, futbolista marfileño.
- 1983: Marko Lomić, futbolista serbio.
- 1984: Pablo Andrés Aguilar, futbolista argentino.
- 1984: Baron Corbin, luchador profesional estadounidense.
- 1984: Dusan Djurić, futbolista sueco.
- 1984: Aitor Sanz, futbolista español.
- 1985: Juan Aguilera Núñez, futbolista español.
- 1985: Naoki Ishikawa, futbolista japonés.
- 1985: Yuan Ming-Che, taekwondista taiwanés.
- 1986: Jonathan Aka, baloncestista francés.
- 1986: Kamui Kobayashi, piloto japonés de Fórmula 1.
- 1986: Sean Williams, baloncestista estadounidense.
- 1987: Fraizer Campbell, futbolista británico.
- 1987: Tsvetana Pironkova, tenista búlgara.
- 1987: Shunichi Tanaka, futbolista japonés.
- 1987: Juan Archuleta, artista marcial mixto estadounidense.
- 1988: Lester Peltier, futbolista trinitense.
- 1988: Luis Gabriel Rentería, futbolista panameño (f. 2014).
- 1988: Manuel Sánchez López, futbolista español.
- 1989: Iván Bella, futbolista argentino.
- 1989: Luciano Castán, futbolista brasileño.
- 1989: Freek Heerkens, futbolista neerlandés.
- 1989: Diverson Mlozi, futbolista malauí.
- 1989: Thomas Müller, futbolista alemán.
- 1989: Nobuhisa Urata, futbolista japonés.
- 1989: Solomon Oboh, futbolista nigeriano (f. 2013).
- 1989: Sebastián Regueiro, futbolista uruguayo.
- 1990: Atsutaka Nakamura, futbolista japonés.
- 1990: Fabio Giménez, futbolista argentino.
- 1990: Sergio Llorente, baloncestista español.
- 1990: AJ McCarron, jugador de fútbol americano estadounidense.
- 1990: Luciano Narsingh, futbolista neerlandés.
- 1991: Macarena Paz, actriz, modelo y conductora argentina.
- 1991: C. J. Fair, baloncestista estadounidense.
- 1991: Brandon Edwards, baloncestista estadounidense.
- 1991: Tekiath Ben Yessouf, taekwondista nigerina.
- 1992: Marko Gobeljić, futbolista serbio.
- 1992: Felix Klaus, futbolista alemán.
- 1992: Sarah Gorden, futbolista estadounidense.
- 1992: Washington Lencina, futbolista uruguayo.
- 1992: Susanna Zorzi, ciclista italiana.

Niall Horan

- 1993: Alexandru Băluță, futbolista rumano.
- 1993: Damiano Cima, ciclista italiano.
- 1993: Clément Couturier, futbolista francés.
- 1993: Estela García Rodero, futbolista española.
- 1993: Niall Horan, cantante irlandés, exmiembro de la banda One Direction.
- 1993: Mirko Ivanić, futbolista serbio.
- 1993: Luis Aurelio López, futbolista hondureño.
- 1993: Ivan Schranz, futbolista eslovaco.
- 1994: Samantha Siqueiros, actriz mexicana.
- 1994: Joel Pohjanpalo, futbolista finlandés.
- 1994: Nick Schultz, ciclista australiano.
- 1994: Sepp Kuss, ciclista estadounidense.
- 1994: Lucas Andersen, futbolista danés.
- 1994: Jonathan Steb Tejada, futbolista hondureño.
- 1994: Anderson Rey Salinas, futbolista boliviano.
- 1994: Mark Jankowski, jugador de hockey sobre hielo canadiense.
- 1994: Anna Karolína Schmiedlová, tenista eslovaca.
- 1994: Emil Frend Öfors, balonmanista sueco.
- 1995: Robbie Kay, actor británico.
- 1995: Jobson, futbolista brasileño.
- 1995: Miles Wood, jugador de hockey sobre hielo estadounidense.
- 1995: Sean Mcdonnell, baloncestista estadounidense.
- 1995: Jerry Tollbring, balonmanista sueco.
- 1995: Adonxs, cantante eslovaco.
- 1995: Jethren Barr, futbolista sudafricano.
- 1996: Lili Reinhart, actriz estadounidense.
- 1996: Playboi Carti, rapero estadounidense.
- 1996: Katsuya Nakano, futbolista japonés.
- 1996: Barbora Votíková, futbolista checa.
- 1996: Neto Borges, futbolista brasileño.
- 1996: Cody Barton, jugador de fútbol americano estadounidense.
- 1996: Cheick Diallo, baloncestista maliense.
- 1996: Jhonathan Díaz, beisbolista venezolano.
- 1996: Adrian Kempe, jugador de hockey sobre hielo sueco.
- 1997: Sarah Maietta, remera estadounidense.
- 1997: James Daniels, jugador de fútbol americano estadounidense.
- 1997: Jonathan Perlaza, futbolista ecuatoriano.
- 1997: Franco Moyano, futbolista argentino.
- 1997: Kendal Manuel, baloncestista estadounidense.
- 1997: Taylor Trammell, beisbolista estadounidense.
- 1998: Nikola Stevanović, futbolista serbio.
- 1998: Stefan Bissegger, ciclista suizo.
- 1998: Yussi Diarra, futbolista maliense.
- 1998: Jhohan Romaña, futbolista colombiano.
- 1998: Thomas Bonnet, ciclista francés.
- 1998: Eukene Larrarte, ciclista española.
- 1998: Fayadh Zulkifli, futbolista malasio.
- 1998: Marko Milosavljević, balonmanista serbio.
- 1999: Yeonjun, cantante surcoreano integrante de TXT
- 1999: Pedro Porro, futbolista español.
- 1999: Julius Johansen, ciclista danés.
- 1999: Ramón Rodríguez Jiménez, futbolista español.
- 1999: Khadim Sow, baloncestista senegalés.
- 1999: Abdullah Al-Hamdan, futbolista saudí.
- 1999: Fraser Hornby, futbolista escocés.
- 1999: Milton Maciel, futbolista paraguayo.
- 1999: Destiny Rogers, cantante estadounidense.
- 1999: Chase Hooper, practicantes de artes marciales mixtas estadounidense.
- 1999: Jennifer Holl, ciclista británica.
- 1999: Alexandre Texier, jugador de hockey sobre hielo francés.
- 2000: Gabriela Rueda, patinadora colombiana.
- 2000: Trent McDuffie, jugador de fútbol americano estadounidense.
- 2000: Logi Tómasson, futbolista islandés.
- 2000: Javier Castro Urdín, futbolista español.
- 2000: Julio Alexis Gabriel Mendoza, futbolista argentino.
- 2000: Joey Baker, baloncestista estadounidense.
- 2001: Teto, futbolista español.
- 2001: Ransi Königsdörffer, futbolista germano-ghanés.
- 2001: Clément Vergé, rugbista francés.
- 2001: Thomas Gloag, ciclista británica.
- 2002: Lauren, futbolista brasileña.
- 2002: Jacen Russell-Rowe, futbolista canadiense.
- 2003: Lion Semić, futbolista alemán.
- 2003: Sebastian Kóša, futbolista eslovaco.
- 2004: Leandro Morgalla, futbolista alemán.
- 2004: Hamish McKenzie, ciclista australiano.
- 2005: Adrian Mazilu, futbolista rumano.
- 2005: Leny Yoro, futbolista francés.
- 2005: Kristina Teachout, taekwondista estadounidense.

## Fallecimientos
- 81: Tito, emperador romano entre el 79 y el 81 (n. 39).
- 413: Marcelino de Cartago, diplomático hispanorromano.
- 608: Eulogio de Alejandría, patriarca de Alejandría entre 580 y 608.
- 864: Pietro Tradonico, decimotercer dux de Venecia entre 836 y 864.
- 908: Cormac mac Cuilennáin, rey y obispo irlandés.
- 1119: Gleb Vseslávich, aristócrata ruso.
- 1190: Germán IV de Baden, margrave de Verona y de Baden entre 1160 y 1190.
- 1248: Cunegunda de Suabia, noble alemana.
- 1336: Juan de Eltham, noble inglés (n. 1316).
- 1409: Isabel de Francia, Reina Consorte de Inglaterra entre 1396 y 1399 (n. 1389).
- 1438: Eduardo I, rey portugués.
- 1488: Carlos II de Borbón, religioso y aristócrata francés.
- 1506: Andrea Mantegna, artista plástico italiano.
- 1565: Guillaume Farel, reformador y predicador francés (n. 1489).
- 1592: Michel de Montaigne, escritor francés.
- 1598: Felipe II, rey español entre 1556 y 1598.
- 1632: Leopoldo de Habsburgo, aristócrata austriaco.
- 1739: Francisco Piquer Rodilla, religioso y músico español (n. 1666).
- 1759: James Wolfe, militar británico (n. 1727).
- 1847: Nicolas Charles Oudinot, militar francés.
- 1847: Juan de la Barrera, militar mexicano (n. 1828).
- 1847: Juan Escutia, militar mexicano (n. 1827).
- 1847: Francisco Márquez, militar mexicano (n. 1834).
- 1847: Agustín Melgar, militar mexicano (n. 1829).
- 1847: Fernando Montes de Oca, militar mexicano (n. 1829).
- 1847: Vicente Suárez, militar mexicano (n. 1833).
- 1847: Felipe Santiago Xicoténcatl, militar mexicano (n. 1806).
- 1873: Eduardo Rosales, pintor español (n. 1836).
- 1881: Ambrose Burnside, militar estadounidense (n. 1824).
- 1893: Benoît Malon, escritor anarquista francés (n. 1841).
- 1899: Pepete, torero español (n. 1867).
- 1906: Pedro Francisco Bonó, primer sociólogo dominicano (n. 1828).
- 1906: Christian Christie, arquitecto noruego (n. 1832).
- 1907: Macario Sakay y León, presidente filipino (n. 1870).
- 1912: Justo Sierra Méndez, poeta y político mexicano (n. 1848).
- 1928: Italo Svevo, novelista y cuentista italiano (n. 1861).
- 1931: Lili Elbe, artista danés (n. 1882).
- 1933: Kaulak, fotógrafo español (n. 1862).
- 1935: Miguel Arroyo Diez, político y diplomático colombiano (n. 1871).
- 1943: Francisco Vidal y Barraquer, cardenal español (n. 1868).
- 1946: Amon Göth, oficial alemán de las SS (n. 1908).
- 1948: Paul Wegener, actor, cineasta y director teatral alemán (n. 1874).
- 1949: August Krogh, fisiólogo danés, premio Nobel de Medicina en 1920 (n. 1874).
- 1960: Leó Weiner, compositor y profesor húngaro (n. 1885).
- 1963: Eduardo Barrios, escritor chileno (n. 1884).
- 1967: Varian Fry, periodista estadounidense (n. 1907).
- 1967: Emilio Herrera Linares, militar, científico y político español (n. 1879).
- 1971: Lin Biao, militar y político chino (n. 1907).
- 1973: Betty Field, actriz estadounidense (n. 1913).
- 1973: Julio Martínez Oyanguren, guitarrista uruguayo (n. 1901).
- 1973: Martín Chambi Jiménez, fotógrafo peruano (n. 1891).
- 1976: Camilo Ponce Enríquez, político y presidente ecuatoriano (n. 1912).
- 1977: Leopold Stokowski, director de orquesta y músico británico (n. 1882).
- 1979: Carlos Vieco Ortiz, fue un prolífico compositor folclorísta Colombiano (n. 1900).
- 1984: Ignacio de Soroa, periodista argentino (n. 1910).
- 1985: Odhise Paskali, escultor albanés (n. 1903).
- 1987: Aníbal Gordon, criminal argentino.
- 1987: Mervyn LeRoy, cineasta estadounidense (n. 1900).
- 1991: Juan Pablo Terra Gallinal, arquitecto y político uruguayo (n. 1924).
- 1992: Ramón Soto Vargas, banderillero español (n. 1953).
- 1996: Xosé Filgueira, intelectual español (n. 1906).
- 1996: Tupac Shakur, rapero estadounidense. Tupac Shakur (mural).

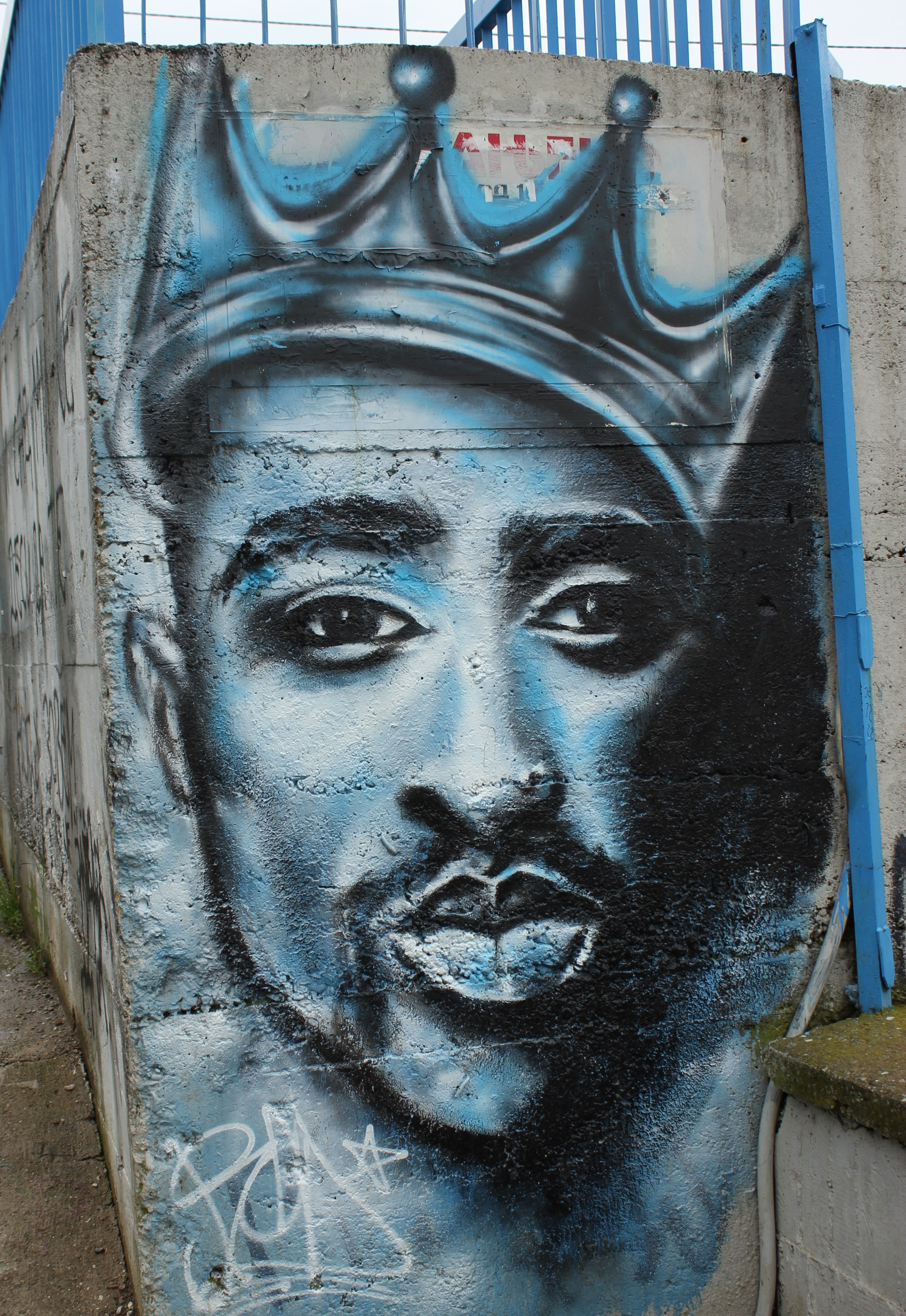
Tupac Shakur (mural).

- 1996: César Mendoza, militar y político chileno, director general de Carabineros.
- 1998: Antonio Núñez Jiménez, científico, revolucionario y político cubano (n. 1923).
- 1998: George Wallace, político estadounidense (n. 1919).
- 1999: Carlos René Correa, escritor chileno (n. 1912).
- 2001: Jaroslav Drobný, tenista checoegipcio (n. 1921).
- 2001: Dorothy McGuire, actriz estadounidense (n. 1916).
- 2004: Luis E. Miramontes, químico e inventor mexicano (n. 1925).
- 2005: Julio César Turbay Ayala, presidente colombiano (n. 1916).
- 2009: Edgardo Boeninger, ingeniero, economista y político chileno (n. 1925).
- 2009: Diego Jesús Jiménez, poeta, pintor y periodista español (n. 1942).
- 2011: Richard Hamilton artista británico (n. 1922).
- 2011: Walter Bonatti, montañero y periodista italiano (n. 1930).
- 2011: Arno Fischer, fotógrafo y profesor alemán (n. 1927).
- 2012: Otto Stich, político suizo (n. 1927).
- 2012: Pablo Sanz Agüero, actor español (n. 1932).
- 2013: Délfor Dicásolo, actor, guionista y dibujante argentino (n. 1920).
- 2015: Moses Malone, jugador de baloncesto profesional (n. 1955).
- 2017: Frank Vincent, actor estadounidense (n. 1937).
- 2019: Eddie Money, músico, cantante y guitarrista estadounidense (n. 1949).
- 2019: Rudi Gutendorf, entrenador de fútbol alemán (n. 1926).
- 2020: Mario Cafiero, político argentino (n. 1956).
- 2020: Hugo Asencio, actor, director, guionista, escritor argentino (n. 1952).
- 2021: George Wein, productor y promotor de jazz estadounidense (n. 1925).
- 2021: Don Collier (92), actor estadounidense (n. 1928).
- 2022: Carla Tintoré (52), DJ argentina (n. 1970).
- 2022: Jean-Luc Godard (91), director de cine franco-suizo (n. 1930).
- 2023: Pepe Soriano (93), actor y director argentino (n. 1929).
- 2023: Eduardo Vittar Smith (78), músico y cantante argentino (n. 1945).

## Celebraciones
- Día Mundial de la Sepsis.[1]
- Día Internacional del Chocolate.[2]Festividad surgida en Francia en 1995 en conmemoración del natalicio del escritor británico Roald Dahl, autor de Charlie y la fábrica de chocolate, obra llevada al cine en 2005 dirigida por el estadounidense Tim Burton. Un 13 de septiembre también había nacido el empresario estadounidense Milton Hershey, el fundador de la Compañía de Chocolates Hershey's.
- Día de Roald Dahl.[3]
- Día Mundial del Profesor de Natación.

 Por países
(Por orden alfabético)
- Argentina:
  - Día del Arma de Infantería.[4]Se recuerda como homenaje a la creación del histórico Regimiento de Patricios, el 13 de septiembre de 1806 (hace ya 218 años, 11 meses y 7 días).
  - Día del Bibliotecario.[5]Instituido por el Congreso de Bibliotecarios reunido en Santiago del Estero en 1942 y adoptado a nivel nacional en 1954.
  - Día del Organizador Profesional de Eventos.[6]Se debe a la creación de la carrera, en el año 1988, por medio del Centro de Organizadores de Eventos (COE).
  - Día del Zapatero o Día del Trabajador del Calzado.[7]Establecido por el artículo 21 del Convenio Colectivo de Trabajo que rige a la industria nacional del calzado (CCT 423/2005), firmado por la Unión de Trabajadores de la Industria del Calzado de la República Argentina (UTICRA) y la Federación Argentina de la Industria del Calzado y Afines (FAICA).
  - Día del Bailarín de Folclore.[8]En homenaje a Santiago Ayala, «El Chúcaro» (1919 – 1994) zapateador, dibujante, bailarín de danzas nativas y actor.

- Bolivia:
  - Día de los programadores informáticos.

- Mauricio:
  - Día del Ingeniero.[9]

- México:
  - Día de los Niños Héroes.[10]

### Santoral católico

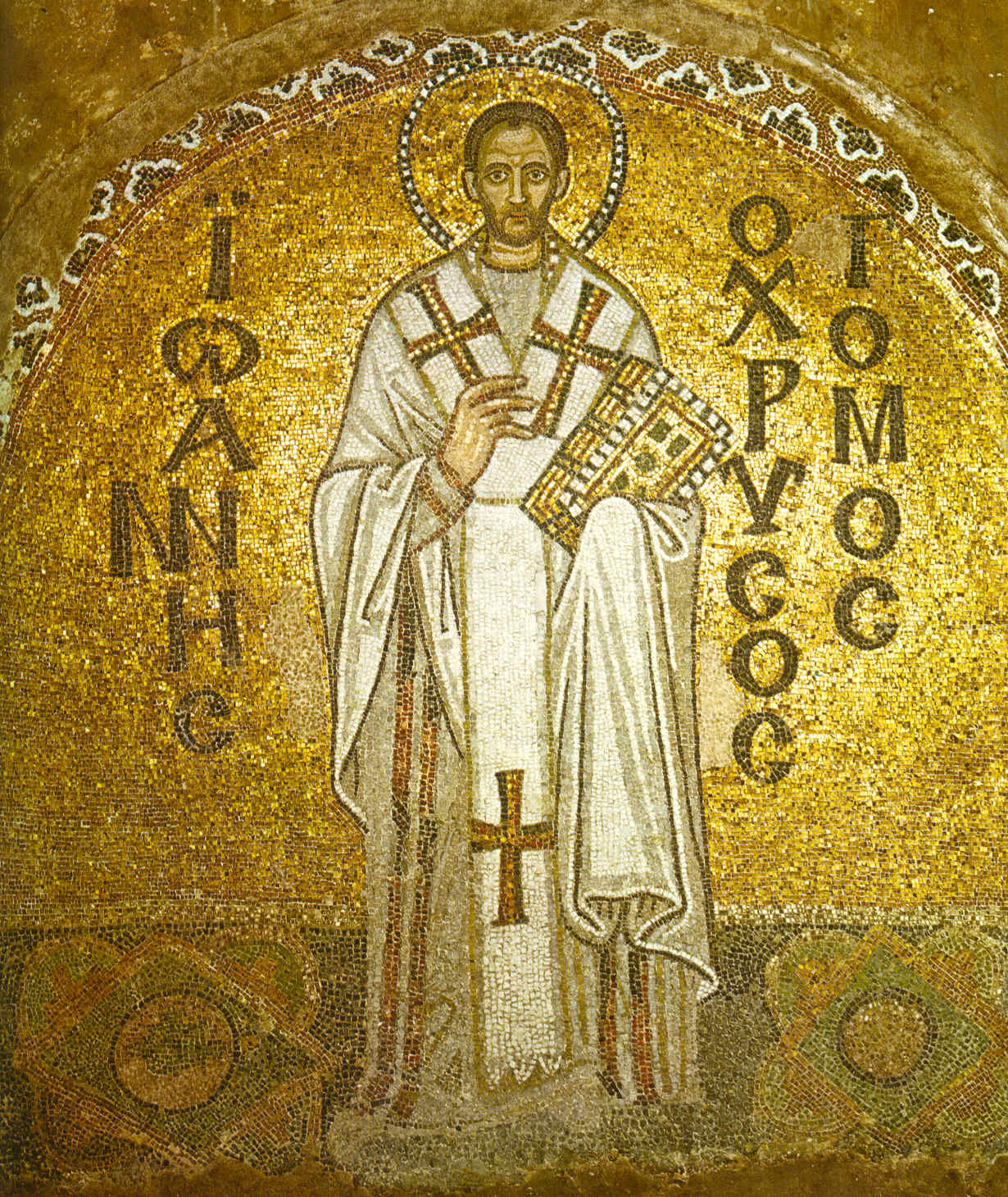
San Juan Crisóstomo, obispo de Constantinopla y doctor de la Iglesia (407).

- San Juan Crisóstomo, obispo de Constantinopla y doctor de la Iglesia (407).[11]
- San Julián de Ancira, presbítero y mártir (s. IV).
- San Litorio de Tours, obispo (371).
- San Emiliano de Valence, obispo (374).
- San Marcelino de Cartago, mártir (413).
- San Maurilio de Angers, obispo (453).
- San Amado de Sens, presbítero y abad (629).
- San Venerio de Tiro Maggiore, eremita (s. VII).
- San Amado de Sion, obispo (690).
- Beata María de Jesús López de Rivas, virgen (1640).
- Beato Claudio Dumonet, presbítero y mártir (1794).
- Beato Aurelio María Villalón Acebrón (1936).